# Olivier Lejeune
 (février 2021).
Si vous disposez d'ouvrages ou d'articles de référence ou si vous connaissez des sites web de qualité traitant du thème abordé ici, merci de compléter l'article en donnant les références utiles à sa vérifiabilité et en les liant à la section « Notes et références ».
Pour les articles homonymes, voir Lejeune.
Olivier Lejeune est un acteur, humoriste, animateur de télévision et dramaturge français né le 12 mai 1951 à Orléans.

## Biographie
Olivier Lejeune est le fils d'André Lejeune (1921-2010), ancien administrateur de la France d'outre-mer, et de Nicole Lejeune, née Mounier, qui a eu pour nom d'artiste en tant que peintre, photographe, Nicole Melnick. Il a une sœur nommée Corinne. Sa grand-mère maternelle, Simone Mounier, artiste peintre qui aurait adoré faire du théâtre en amateur, le pousse à pratiquer le métier dont elle avait toujours rêvé,,. Du fait que son père est gouverneur dans l'Afrique-Équatoriale française, il vit de 5 à 7 ans à Brazzaville, jusqu'à l'indépendance en 1958. Il fait ses débuts sur scène alors qu'il est lycéen au lycée Pasteur de Neuilly-sur-Seine, où étudiaient également les membres de la future bande du Splendid de la même génération que lui.
Sa première apparition au cinéma est dans Les Aventures de Rabbi Jacob (1973). On le voit également dans Monsieur Bergeret est à Paris et Signé Furax, entre autres. Après son bac, il passe le concours d'entrée du Centre d'art dramatique de la rue Blanche (actuelle école nationale supérieure des arts et techniques du théâtre). Il obtient son premier rôle au Théâtre de Paris, où il est engagé comme hallebardier dans Hadrien VII aux côtés de Claude Rich et Grégoire Aslan. Son deuxième rôle est dans la pièce La Ville dont le prince est un enfant de Henry de Montherlant, mise en scène de Jean Meyer. Après une année au cours privé de Jean-Laurent Cochet, il est dans la classe de Robert Manuel avec Francis Perrin, Jacques Villeret, Isabelle Huppert et Bernard Giraudeau.
En 1974, il forme un duo d'humoristes avec Patrick Green et leur parodie Pot pour rire Monsieur le Président, produite par Paul Lederman, rencontre un grand succès, avec en face B Les deux folles. En 1975 paraît Et avec les oreilles Monsieur le Président, une suite à leur première parodie politique.
Jean Meyer l'engage au Théâtre des Célestins, à Lyon, pour jouer Almaviva dans Le Barbier de Séville de Beaumarchais, avec Jean-Marc Thibault, le contrôleur dans Intermezzo de Jean Giraudoux, avec Claude Jade, Dorante dans Le Menteur de Corneille avec Corinne Marchand, Acaste dans Le Misanthrope avec Yolande Folliot et Lise Delamare. Au Théâtre Marigny il joue aux côtés de Danielle Darrieux, Roger Carel et Patrick Préjean. Il participe à l'émission télévisée Au théâtre ce soir de Pierre Sabbagh avec la diffusion de L'Amant de Bornéo. Le 23 janvier 1981, il fut le candidat au jeu policier de Luc Godevais et Marc Pavaux diffusé sur TF1 à 20 h 30 appelé L'inspecteur mène l'enquête, dans lequel il s'agissait de résoudre une énigme.
Il aurait pu jouer le rôle de l'extraterrestre dans La Soupe aux choux de Jean Girault : grâce à Christian Fechner, dont il était l'ami, il a pu passer une audition et a été retenu, avec Jacques Villeret ; il a ainsi rencontré plusieurs fois Louis de Funès - déjà rencontré sur le tournage des Aventures de Rabbi Jacob - et le réalisateur Jean Girault, mais n'a finalement pas eu le rôle, qui a été donné à Jacques Villeret.
À la télévision, il a participé à l'émission télévisée de France 3, La Classe, animée par Fabrice et créée par Guy Lux. Il anime aussi quelques jeux : Joyeuses plaques sur TF1 en 1990, Je compte sur toi sur La Cinq d'août à octobre 1990. De 1987 à 1990, il a fait partie des invités de l'émission culinaire hebdomadaire « Quand c'est bon ?… Il n'y a pas meilleur ! » diffusée sur FR3 et animée par François Roboth. À la radio, il a participé à l'émission Les Grosses Têtes.
Entre 1992 et 1997, il présente à la télévision belge (RTBF) la très populaire émission de divertissement Bon week-end.
Également auteur, il a écrit des pièces de théâtre de boulevard : Tout bascule (2003), Dévorez-moi (2006), Presse Pipole (acteur et metteur en scène de la pièce créée le 8 août 2008 à Evian), Pourquoi moi ?! (metteur en scène de la pièce jouée avec Vincent Lagaf', créée le 9 janvier 2009 à Drancy).
Il est également connu pour ses numéros de scène basés sur la mnémotechnie.
Passionné par les jeux de casino, les échecs et le bridge, il est le créateur dans les années 1970 de deux jeux de société : Le Jeu du Président et Le Jeu des vedettes.
Olivier Lejeune a été élu à l'Académie Alphonse-Allais en juin 2018.

## Vie privée
Olivier Lejeune est père de trois enfants : Émilie, Pauline et Cyril.

## Filmographie
- 1973 : Les Aventures de Rabbi Jacob de Gérard Oury : un ami d'Alexandre
- 1981 : Signé Furax de Marc Simenon : un usager du bus détourné
- 1981 : Au théâtre ce soir : L'Amant de Bornéo de Roger Ferdinand, Paul Armont, José Germain, mise en scène Michel Roux, réalisation Pierre Sabbagh, Théâtre Marigny
- 1981 : Histoires contemporaines (série télévisée) : M. Germaine
- 1990 : Tribunal (série télévisée) - Épisode "Amour fou" : Thomas Roméro
- 1992 : Le fauteuil magique d'Éric Le Roch (court métrage)
- 1995 : Bon week-end (émission TV)
- 2006 : Intime conviction (série télévisée) : un assesseur
- 2008 : Cortex de Nicolas Boukhrief : Martin
- 2009 : Le juge est une femme (série télévisée) - Épisode "Sous x" : Paul Audouard
- 2014 : Drôle de guerre de Simon Panay (court métrage) : le chef de la milice
- 2019 : Edmond d'Alexis Michalik : le vieux cabot

## Théâtre
- 1970 : Hadrien VII de Peter Luke, mise en scène Raymond Rouleau, Théâtre de Paris
- 1976 : La Dame de chez Maxim de Georges Feydeau, mise en scène Jean Meyer, Théâtre des Célestins
- 1977 : Le Barbier de Séville de Beaumarchais, mise en scène Teddy Bilis, Théâtre des Célestins
- 1977 : La Dame de chez Maxim de Georges Feydeau, mise en scène Jean Meyer, Théâtre des Célestins
- 1978 : Vingt-neuf degrés à l'ombre d'Eugène Labiche, mise en scène Jean Meyer, Théâtre des Célestins
- 1978 : Intermezzo de Jean Giraudoux, mise en scène Jean Meyer, Théâtre des Célestins
- 1979 : À quoi rêvent les jeunes filles ? d'Alfred de Musset, mise en scène Jean Meyer, Théâtre des Célestins
- 1979 : Le Menteur de Corneille, mise en scène Jean Meyer, Théâtre des Célestins
- 1979 : Le Voyage de monsieur Perrichon d'Eugène Labiche, mise en scène Jean Meyer, Théâtre des Célestins
- 1979 : La Bonne Soupe de Félicien Marceau, mise en scène Jean Meyer, Théâtre des Célestins,
- 1980 : La Bonne Soupe de Félicien Marceau, mise en scène Jean Meyer, Théâtre des Célestins, Théâtre Marigny
- 1981 : Le Misanthrope de Molière, mise en scène Jean Meyer, Théâtre des Célestins
- 1982 : Le Marchand de Venise de William Shakespeare, mise en scène Jean Meyer, Théâtre des Célestins
- 1982 : Le Mariage de Figaro de Beaumarchais, mise en scène Jean Meyer, Théâtre des Célestins
- 1983 : Roméo et Juliette de William Shakespeare, mise en scène Jean-Paul Lucet, Théâtre des Célestins
- 1983 : Le Bourgeois gentilhomme de Molière, mise en scène Jean Meyer, Théâtre des Célestins
- 1983 : Noix de coco de Marcel Achard, mise en scène Jean Meyer, Théâtre des Célestins
- 1984 : Noix de coco de Marcel Achard, mise en scène Jean Meyer, Théâtre de la Renaissance
- 1984 : Les Précieuses ridicules de Molière, mise en scène Jean Meyer, Théâtre des Célestins
- 1995 : Le Vison voyageur de Ray Cooney et John Chapman, mise en scène Patrick Guillemin, Théâtre de la Michodière
- 1996 : Vacances de rêve de Francis Joffo, Théâtre de la Michodière
- 1998 : L'appart de David Clair, mise en scène de Guy Gravis. Théâtre Bobino
- 2000 : Si je peux me permettre de Robert Lamoureux, mise en scène Francis Joffo, Théâtre Saint-Georges
- 2001 : Quelle famille ! de Francis Joffo, mise en scène Francis Joffo, Théâtre Saint-Georges, Théâtre du Palais-Royal
- 2001 : Ma femme est folle de Jean Barbier, mise en scène Jean-Pierre Dravel et Olivier Macé, Théâtre des Nouveautés
- 2003 : Tout bascule d'Olivier Lejeune, mise en scène de l'auteur, Théâtre de la Michodière
- 2006 : Dévorez-moi d'Olivier Lejeune, mise en scène de l'auteur, Théâtre du Gymnase Marie Bell
- 2009 : Presse pipole d'Olivier Lejeune, mise en scène de l'auteur, Théâtre du Palais Royal
- 2009 : Pourquoi moi ?! d'Olivier Lejeune, mise en scène de l'auteur, tournée[10]
- 2010 : Le Nouveau Testament  de Sacha Guitry, Théâtre des Champs Elysées
- 2011 : Un mari idéal d'Oscar Wilde, mise en scène Isabelle Rattier, Théâtre Tête d'Or
- 2013 : La guerre de Troie n'aura pas lieu de Jean Giraudoux, mise en scène Francis Huster, tournée d'été
- 2014 - 2015 : Le Charlatan de Robert Lamoureux, mise en scène Jean Martinez, Théâtre Tête d'Or, tournée
- 2015 : La Croisière s'éclate d'Olivier Lejeune, mise en scène d'Olivier Duperrex, Théâtre du Croûtion
- 2015 - 2016 : Une folie de Sacha Guitry, mise en scène Francis Huster, tournée puis Théâtre Rive Gauche
- 2017 : Tout bascule d'Olivier Lejeune, mise en scène de l'auteur, tournée
- 2018 : Mémoires d'un tricheur de Sacha Guitry, mise en scène Eric-Emmanuel Schmitt, Théâtre Rive Gauche
- 2019 - 2020 : Si je peux me permettre de Robert Lamoureux, mise en scène Jeoffrey Bourdenet, tournée
- 2020 : Une chance insolente d'Olivier Lejeune, mise en scène de l'auteur, tournée
- 2022 : 60 Jours de prison de Sacha Guitry, mise en scène Nicolas Boukhrief, tournée
- 2025 : Tout bascule d'Olivier Lejeune, mise en scène de l'auteur, théâtre Tête d'Or

### Metteur en scène
- 2007 : Éric Baert - Le Gentleman imitateur, Théâtre des Nouveautés
- 2010 : Le Kangourou de Patrick Sébastien, Théâtre du Gymnase Marie Bell
- 2011 : Le Baby-sitter d'Olivier Delaloye, Théâtre Montreux Riviera
- 2014 : Ma mère me rend dingue ! de Jérémy Lorca, tournée
- 2014 : Le Bouffon du Président de lui-même, tournée
- 2015 : Le Secret des Cigales de Patrick Sébastien, tournée
- 2018 : Le Sommelier de Patrick Sébastien, tournée
- 2020 : Une chance insolente d'Olivier Lejeune, tournée

## Discographie (45 tours, avecPatrick Green)
- 1974 : Pot pour rire M. le Président (face A) / Les deux folles (face B)
- 1975 : Et avec les oreilles M. le Président (face A) / Valy et Gros Mittet (face B)
- 1981 : Pot pour rire M. le Président 1981 (face 1) / Le double journal (face 2)
- 1984 : en solo : Plus en crise que nous tu meurs (face A)/La carte de restaurant (face B)

## Publications
- Le Dictionnaire des horreurs : 200 personnalités massacrées à bout portant. Hors collection : Presses de la Cité, 1994, 139 p.  (ISBN 2-258-03885-5)
- Guide des petites méchancetés pour briller en société. Éd. Hors collection, 1998, 159 p.  (ISBN 2-258-04186-4)
- Mémoire d'éléphant / Olivier Lejeune et Isabelle Louis. Hachette pratique, 2009, 189 p.  (ISBN 978-2-01-237906-0)
- Mémoire au top
- Mes Sketchs grands crus

### Théâtre
- Tout bascule. Éd. Art et Comédie, 2002, 110 p. (Côté scène).  (ISBN 2-84422-306-0)
- Dévorez-moi. Éd. Art et comédie, 2005, 120 p. (Côté scène).  (ISBN 2-84422-480-6)
- Presse pipole. Éd. Art et comédie, 2008, 114 p. (Côté scène).  (ISBN 978-2-84422-660-0)
- Pourquoi moi ?!. Éd. Art et comédie, 2010, 101 p. (Côté scène).  (ISBN 978-2-84422-730-0)
- La Symphonie des faux-culs. Éd. Art et comédie, 2011, 118 p. (Côté scène).  (ISBN 2-84422-306-0)
- Le Bouffon du Président. Éd. Art et comédie, 2013, (Côté scène).
- La Croisière s'éclate. Éd. Art et comédie, 2014, (Côté scène).